# غود توسي غريت هو (فلم هندي)
غود توسي غريت هو (بالإنجليزية: God Tussi Great Ho) (بالهندية: गॉड तुस्सी ग्रेट हो) (بالعربية: الله عليك عظيم) هو فيلم كوميدي خيالي هندي صدر عام 2008، من تأليف وإخراج رومي جعفري. بطولة أميتاب باتشان، سلمان خان، بريانكا شوبرا وسهيل خان. وفقًا للمخرج روهيت داوان، فإن الفيلم هو إعادة إنتاج للفيلم الكوميدي الهوليوودي لعام 2003 بروس الخارق، بطولة جيم كاري ومورغان فريمان وجينيفر أنيستون. 

## حبكة
يحاول أرون براجاباتي أن يكون مذيعًا تلفزيونيًا ناجحًا، لكن النجاح كان دائمًا بعيدًا عنه. وهو يلقي باللوم على الله بسبب هذا الافتقار إلى النجاح. أرون يقع في حب علياء كابور (بريانكا شوبرا)، وهي مذيعة تلفزيونية ونجمة معروفة تعمل في نفس القناة، لكنه لم يتمكن أبدًا من التعبير عن حبه لها.
عندما يتم تعيين روكي كمذيع للقناة، يبدأ أرون في الاعتقاد بأن روكي سيفوز بعليا. لاحقًا، تم طرد أرون من القناة بعد أن تم تخريب إطلاق برنامجه الجديد على يد روكي. ليس لديه من يلومه سوى الله نفسه، الذي يلتقيه لاحقًا شخصيًا. يحدث جدال بين الاثنين، وفي نهايته يقرر الله أن يمنح أرون القدرة على كل الأشياء لمدة عشرة أيام، حيث يثبت أرون أنه مشغل أفضل للكون.
يستخدم أرون هذه القوة لاستعادة وظيفته، ووضع روكي في موقف غير مريح، والفوز بقلب آليا. بعد أن وبخه الله لأنه جعل الأمور أفضل لنفسه فقط، بدأ أرون يستمع إلى صلوات الناس. أدرك لاحقًا أن النظر في رغبات كل شخص على حدة قد يستغرق وقتًا طويلاً، لذلك لتوفير الوقت والجهد، وافق على رغبات الجميع (بما في ذلك رغبة المجرمين في الحرية) ورغبة روكي في زواج آليا منه. يقوم المجرمون بإقتحام حفل زفاف روكي وآليا، ويتم إطلاق النار على آليا من قبل أحد المجرمين.
يسأل أرون الله لاحقًا لماذا يحدث كل هذا له. يشرح الله أن هذا هو خطأه وأنه لا يمكن لأحد أن يلومه على هذا. يشعر أرون بالسوء، لكن الله يغفر له ويبدأ حياته من جديد. أثناء عرض اللعبة، يخدع روكي ليجعله يكذب بشأن حبه لعليا كابور (التي كانت موجودة في العرض، حيث كان أول عرض لعبة على قناة "زووب")، وتنقلب عليه عليا. أرون يفوز بقلب عليا.

## الممثلون
- أميتاب باتشان في دور الإله
- سلمان خان في دور أرون براجاباتي، مذيع أخبار يعاني من مشاكل ويلقي اللوم على الله في مشاكله حتى يتم منحه قواه لمدة عشرة أيام.
- بريانكا شوبرا في دور آليا كابور، مذيعة أخبار ناجحة وحبيبة أرون.
- سهيل خان في دور راكيش "روكي" شارما، مذيع أخبار آخر يحب علياء أيضًا وهو منافس أرون.
- أنوبام خير في دور جاغموهان براجاباتي
- داليب تاهيل في دور جاغديش كيوالشانداني
- بينا كاك في دور راشمي براجاباتي
- أوباسانا سينغ في دور ديفيا سينغ
- روكسار رحمن في دور مادو براجاباتي، أخت آرون، جاغموهان وابنة راشمي.
- سانجاي ميشرا في دور موراري سادهو
- راجبال ياداف في دور رانجيلا براكاش
- ساتيش كاوشيك في دور السياسي بهولا رام "نيتاجي" ساشا

## شباك التذاكر
اعتبر فيلم غود توسي غريت هو غير ناجح تجاريًا. ومع ذلك، فقد حقق الفيلم نجاحاً معتدلاً على مستوى دائرة الفيديو المنزلية. كانت هناك معركة قضائية طويلة بين المنتج وشركة شيمارو إنترتينمنت بشأن حقوق بث الفيلم عبر الأقمار الصناعية. وكان الحكم لصالح المنتج الذي باع حقوق البث عبر القمر الصناعي لقناة زي تي في

## الموسيقى التصويرية
موسيقى الفيلم من تأليف ساجد وواجد، والكلمات من تأليف جليس شرواني وشابير أحمد وديفين شوكلا.

### قائمة المسار
| # | أغنية                               | المغني(ون)                   | طول  |
| - | ----------------------------------- | ---------------------------- | ---- |
| 1 | "دعونا نحتفل"                       | شان، سندهي شاوهان            | 4:56 |
| 2 | "شاطئ توجي أكسا غوما دون"           | واجيد، أمريتا كاك            | 4:10 |
| 3 | "غود توسي غريت هو"                  | سونو نيجام، شانكار ماهاديفان | 4:31 |
| 4 | "تومكو ديكها"                       | نيراج شريدهار، شريا غوشال    | 5:34 |
| 5 | "لال تشوناريا"                      | ألكا ياجنيك، أوديت نارايان   | 4:18 |
| 6 | "توجهي أكسا بيتش غوما دون" (ريميكس) | واجيد، أمريتا كاك            | 3:58 |
| 7 | "دعونا نحتفل" (ريمكس)               | شان، سونيدهي تشوهان          | 4:34 |
| 8 | "غود توسي غريت هو" (ريمكس)          | سونو نيجام، شانكار ماهاديفان | 3:56 |

## روابط خارجية
- مقالات تستعمل روابط فنية بلا صلة مع ويكي بيانات